# Balatonfüred
Balatonfüred [ˈbɒlɒtonfyrɛd] (en alemán Bad Plattensee, en eslovaco Blatenské Teplice) es una ciudad situada en la orilla norte del lago Balaton, en el condado de Veszprém, en Hungría. Tiene alrededor de 13.000 habitantes (2020). En el lenguaje cotidiano, el nombre de la ciudad suele abreviarse a "Füred".
Esta ciudad balneario es conocida por sus aguas termales, que contienen hidrocarbonatos, calcio y magnesio y están especialmente indicadas para los trastornos circulatorios y las enfermedades cardiovasculares. Está rodeada de montes que la protegen de los vientos del norte y crean un microclima benigno. La península de Tihany se adentra en el lago y forma una bahía protegida.
El casco urbano se compone de edificios de los siglos XVIII y XIX. La ciudad acoge a miles de visitantes en verano y cuenta con cuenta una moderna infraestructura turística (hoteles, residencias, campamentos, restaurantes...). Un acontecimiento tradicional es el "baile de Anna" (Anna-bál), que se celebra anualmente.
La Clínica Cardiológica de Balatonfüred fue inaugurada en 1913 y cuenta con el mayor centro de rehabilitación cardiaca de Hungría.
Además del turismo y el termalismo, otra actividad económica importante es la viticultura. En los alrededores se encuentra la región vinícola de Balatonfüred-Csopak.
En 2010, las competiciones de aguas abiertas de los Campeonatos Europeos de Natación se celebraron en Balatonfüred.

## Geografía y transportes
Balatonfüred se ubica a unos 130 kilómetros al suroeste de Budapest y a 20 kilómetros al sur de Veszprém. La ciudad está atravesada por un ferrocarril y la carretera nacional 71, que recorre toda la orilla norte del lago hasta Keszthely y la conecta con Veszprém, Budapest y otras ciudades húngaras. Balatonfüred está conectada por servicios regulares de autobús y tren con Budapest y las ciudades vecinas. También cuenta con un puerto deportivo.

## Historia
Balatonfüred aparece mencionada por primera vez en un documento en 1211. Sin embargo, los hallazgos arqueológicos demuestran que el lugar ya estaba habitado en época romana (Panonia). Existen referencias escritas del siglo XVII acerca de los manantiales medicinales que allí se encuentran. La ciudad conoció su máximo esplendor en la primera mitad del siglo XIX como elegante lugar de reunión de personalidades del mundo de la cultura y la política (István Széchenyi, Ferenc Deák, Miklós Wesselényi, Lajos Kossuth).
Fülöp János Horváth de Szentgyörgy celebró un baile en honor a su hija Anna-Krisztina el 26 de julio de 1825, día de Santa Ana. El Baile de Anna (Anna-bál)  se ha convertido en una tradición y actualmente se celebra cada año.
Széchenyi fue el promotor de la navegación a vapor en el lago Balaton. En 1846 inauguró el barco de vapor Kisfaludy, que prestaba servicio a Balatonfüred y Keszthely.
En 1878 se construyó un balneario. El Club Náutico Stefania abrió sus puertas en 1884.
La actriz Lujza Blaha (1850-1926) solía veranear en Balatonfüred y a su muerte se le dedicó un monumento. El poeta Sándor Kisfaludy fundó aquí el primer teatro en lengua húngara de Transdanubia. Mór Jókai escribió aquí su novela Un hombre de oro (Az arany ember). Un famoso huésped del balneario en el siglo XX fue Rabindranath Tagore.

## Lugares de interés
Prácticamente todos los edificios del casco antiguo están protegidos como monumentos históricos. Las antiguas mansiones y villas, las numerosas esculturas de los parques dedicadas a huéspedes célebres y la abundancia de flores son una seña de identidad de esta ciudad.
- Casa de la familia Horváth. situada en la plaza Gyógy, fue construida en el siglo XVIII en estilo barroco tardío. Aquí se celebró, en 1825, el primer "baile de Anna". Hoy alberga apartamentos y tiendas.
- Villa Lujza Blaha: Lujza Blaha fue una famosa cantante y actriz húngara que pasaba los veranos en Balatonfüred entre 1893 y 1916.
- Museo Mór Jókai: situado en una villa de finales del siglo XIX, está dedicado al escritor Mór Jókai.
- Paseo de Rabindranath Tagore: discurre a lo largo de la orilla del lago Balaton y lleva el nombre del famoso poeta indio y ganador del premio Nobel, quien, en 1926, tras recuperar la salud en el Hospital de Enfermedades Cardíacas, plantó a modo de agradecimiento el primer árbol del paseo, un tilo. El paseo tiene otras estatuas, bustos y placas que conmemoran a otros huéspedes célebres, además de los árboles que plantaron siguiendo los pasos de Tagore.
- Cueva de Lóczy: cueva calcárea que recibe su nombre de Lajos Lóczy (1849-1920), geólogo y geógrafo húngaro de renombre internacional que murió en Balatonfüred.

## Deportes
La ciudad es conocida por su club de balonmano, el Balatonfüredi KSE.

## Galería

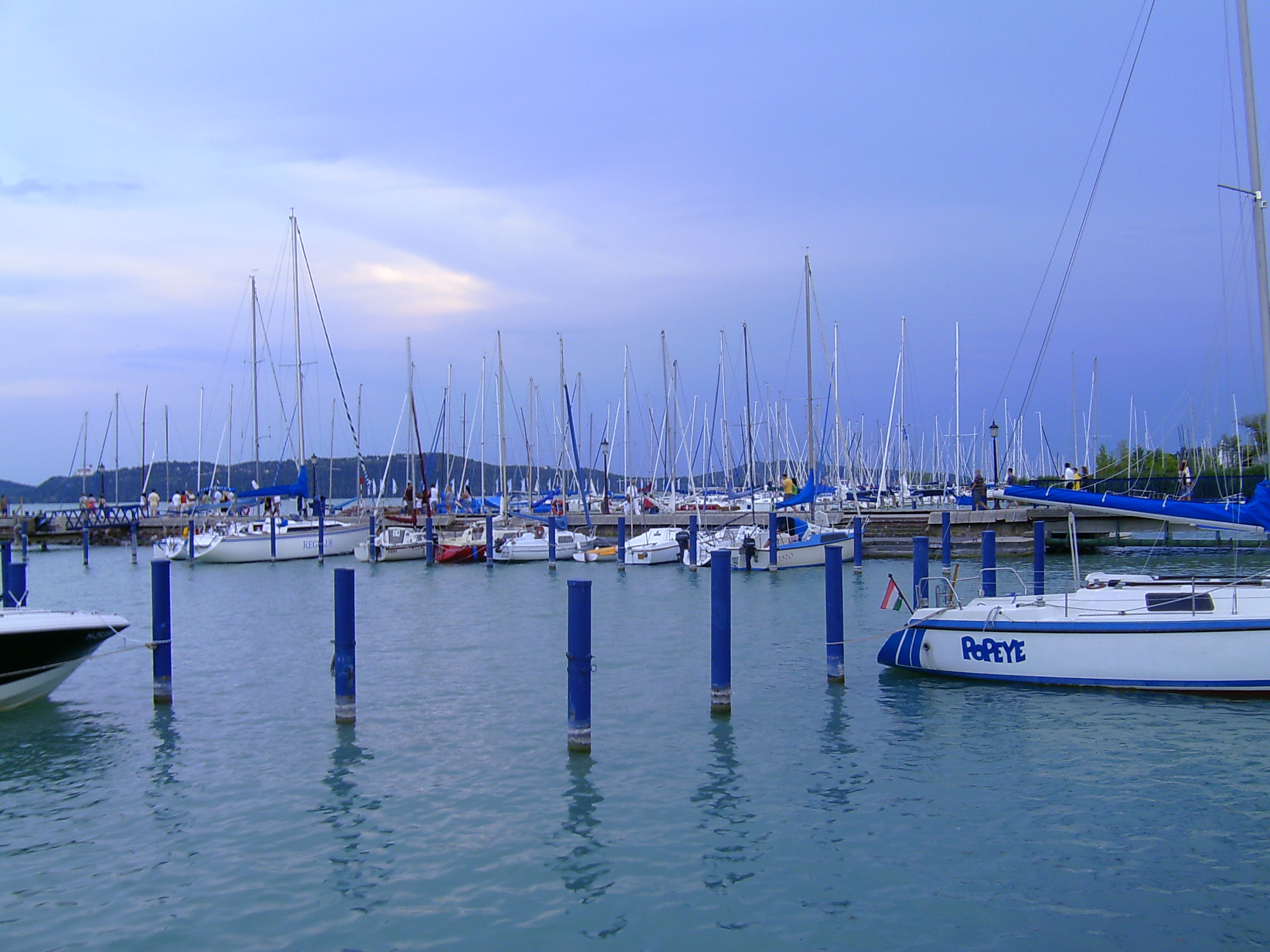
El puerto
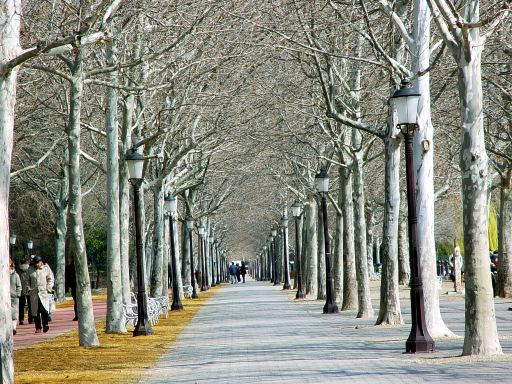
Paseo Tagore
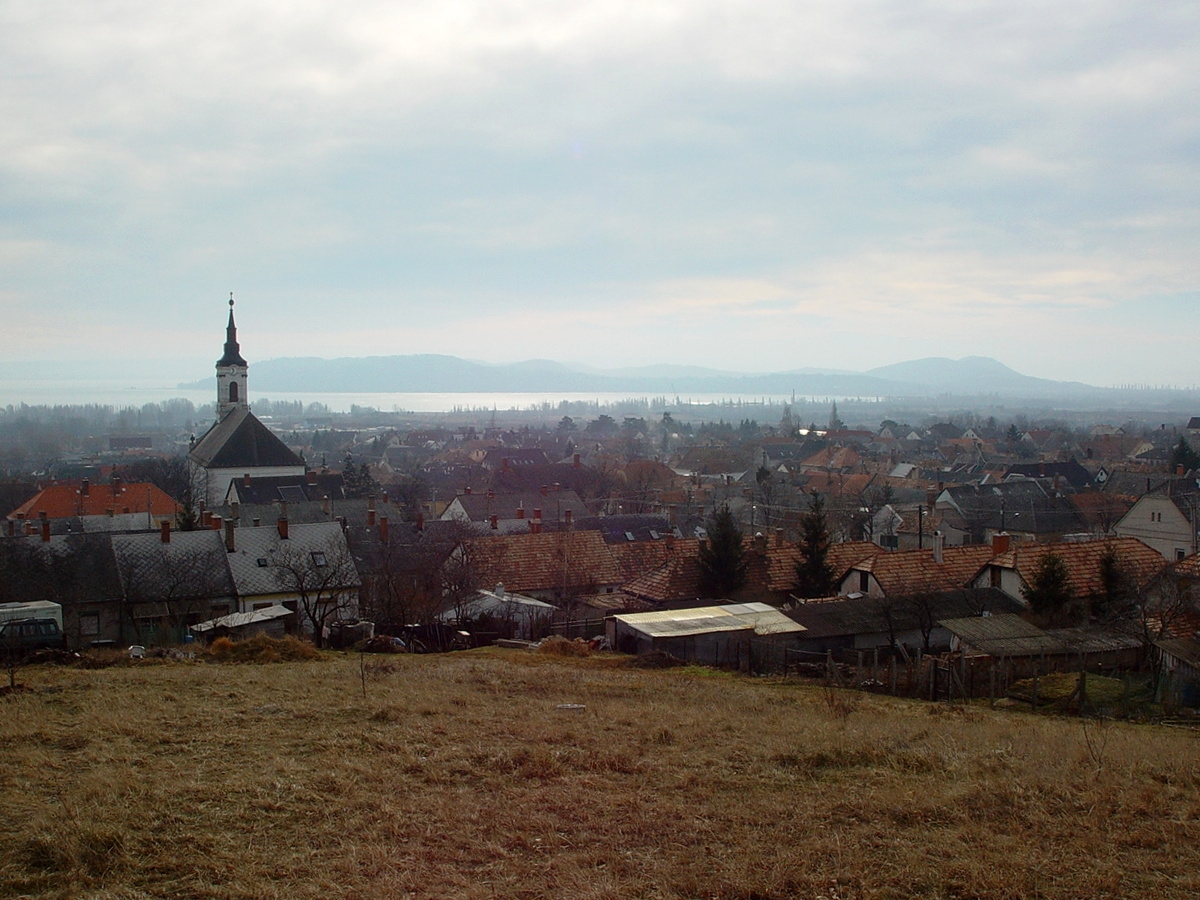
Vista de la ciudad
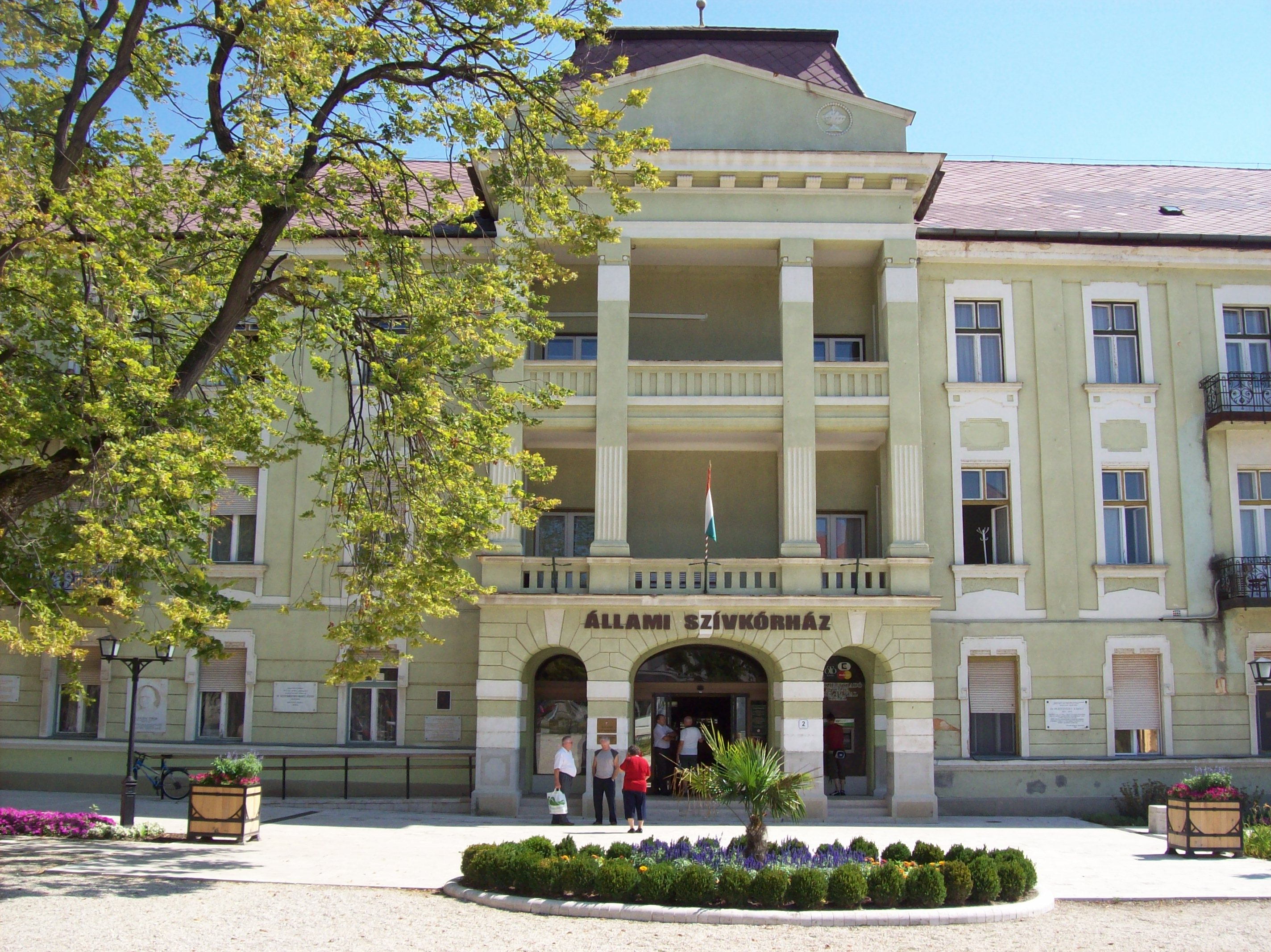
El Hospital de Enfermedades Cardiacas
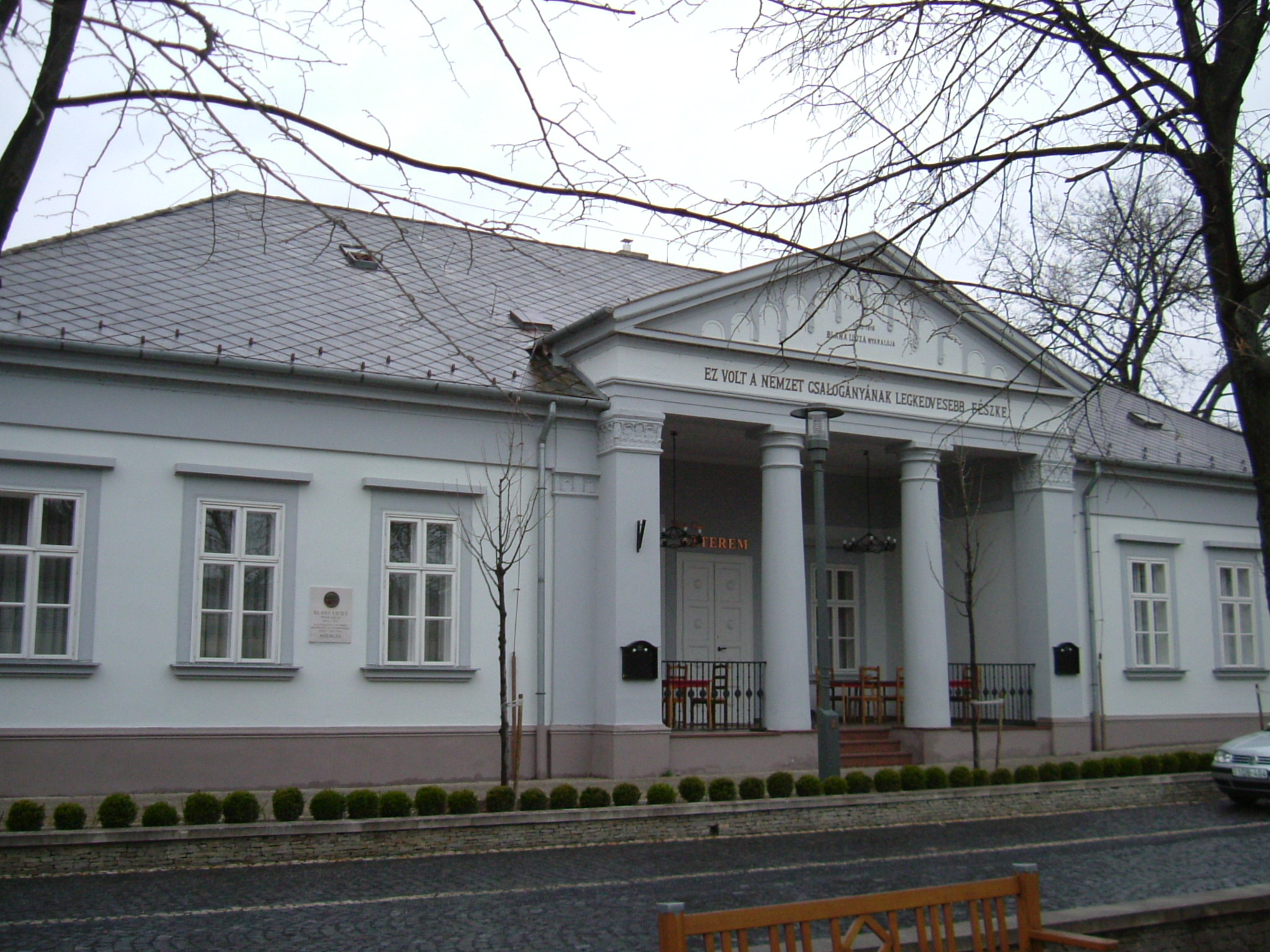
La villa Blaha

## Ciudades hermanadas
- Arpino (Italia)
- Covasna (Rumanía)
- Germering (Alemania)
- Kouvola (Finlandia)
- Opatija (Croacia)
- Castricum (Países Bajos)

## Personalidades
- Zoltán Horváth (n. 1937 en Balatonfüred), esgrimista, campeón olímpico y campeón del mundo